# Victoria Benedictsson
Victoria Benedictsson, pseud. Ernst Ahlgren (ur. 6 marca 1850 w majątku Domme w Skanii, zm. 21 lipca 1888 w Kopenhadze) – szwedzka pisarka.

## Życiorys
Dorastała w domu, w którym atmosfera była zakłócana przez panującą niezgodę między rodzicami, w związku z czym wcześnie wyszła za mąż. Jej małżeństwo, ze znacznie starszym od niej wdowcem, było nieszczęśliwe. Gdy z powodu choroby stała się niezdolna do normalnego funkcjonowania w życiu codziennym, zajęła się pisarstwem i w 1884 opublikowała swój pierwszy zbiór opowiadań o życiu w jej rodzinnej prowincji, pt. Från Skåne (Ze Skanii). W 1885 wydała powieść Pengar (Pieniądze), będącą krytycznym spojrzeniem na społeczeństwo, które przyznaje status i bezpieczeństwo kobiecie wyłącznie poprzez małżeństwo. Powieść Fru Marianne (Pani Marianne) opowiada o żonie, która wyrasta z wcześniejszych romantycznych wyobrażeń i znajduje spełnienie w dzieleniu się pracą i obowiązkami z jej mężem. W swoich dziełach opisywała w naturalny i bezpretensjonalny sposób szwedzkie życie ludowe i zajmowała się problematyką społeczną. Dzięki swoim sukcesom literackim poznała błyskotliwego krytyka Georga Brandesa, którego podziwiała i zakochała się w nim, jednak on nie odwzajemniał jej uczucia. Z jej ujawnionych pośmiertnie listów i dzienników wynika, że rozpacz z powodu nieodwzajemnionej miłości pchnęła ją do samobójstwa.